# أراك ثنائي الأزهار
أراك ثنائي الأزهار(الاسم العلمي:Salvadora biflora) هو نوع غير مؤكد من النباتات يتبع جنس الأراك من الفصيلة الأراكية.